# Jozef Kubinyi
Jozef Kubinyi (Žilina, 21 juli 1955) is een arts van Slowaakse afkomst en politicus en was van 14 april 2004 tot 4 augustus 2004 Minister van Volksgezondheid van  Tsjechië.

## Biografie
Jozef Kubinyi komt uit een adellijk geslacht van Poolse en Hongaarse oorsprong. Zijn achternaam Kubinyi is verbonden met de Noordwestelijke Slowaakse stad Dolný Kubín. Na het voltooien van de middelbare school in Žilina studeerde Jozef Kubinyi tussen 1973 en 1977 geneeskunde aan de Geneeskundige faculteit van de Comeniusuniversiteit in Trenčín. Vanaf 1977 studeerde Kubinyi geneeskunde aan de Geneeskundige faculteit van de Palacký-Universiteit in Olomouc, waar hij in 1979 ook afstudeerde. In 2000 verkreeg hij zijn Ph.D. aan de Geneeskundige faculteit van de Masaryk-Universiteit in Brno.
Tot 1990 was Kubinyi lid van de Communistische Partij van Tsjecho-Slowakije, waarna hij in 1992 lid van Tsjechische Sociaaldemocratische Partij werd. Tussen 1994 en 2002 zat hij in de gemeenteraad van Ostrava en vanaf 2000 wethouder. Tijdens de Tsjechische kamerverkiezingen van 2002 werd Kubinyi voor de ČSSD tot het parlement in het kiesdistrict Moravië-Silezië. In april 2004 volgde hij Marie Součková op als Minister van Volksgezondheid in de regering van Vladimír Špidla. Nadat Vladimír Špidla als premier resigneerde en vervangen werd door Stanislav Gross, koos Gross ervoor Kubinyi als Minister van Volksgezondheid te vervangen door Milada Emmerová.
Met de Tsjechische kamerverkiezingen van 2006 werd Kubinyi niet opnieuw tot het parlement verkozen. Pas op 26 mei 2010 keerde hij in de Kamer van Afgevaardigden terug als vervanger van Hana Šedivá, toen die resigneerde en tot rechter benoemd werd. Acht dagen later, op 3 juni hetzelfde jaar, eindigde zijn mandaat na nieuwe verkiezingen.